# 向海蒙古族乡
向海蒙古族乡是中华人民共和国吉林省白城市通榆县下辖的一个民族乡。

## 行政区划
向海蒙古族乡下辖以下村级行政区划单位：
向海村、创业村、利民村、红旗村、四井子村、金星村、哈拉毛头村、大房村、富国村、龙井子村、复兴村、回民村、西艾力村、梧赫村、查格歹村和七台庙村。